# Hieracium falcifolium
Hieracium falcifolium es una especie de planta con flor del género Hieracium, de la familia Asteraceae, orden Asterales.

## Distribución
Hieracium falcifolium se distribuye por Suecia.

## Taxonomía
Fue descrita científicamente por Johanss. ex T. Tyler.
Tratamiento taxonómico
La especie aparece registrada y publicada en Nordic J. Bot.